# Live in the LBC and Diamonds in the Rough
Albums de Avenged Sevenfold
Avenged Sevenfold
(2007) Nightmare
(2010)
Live in the LBC and Diamonds in the Rough est le cinquième album du groupe Avenged Sevenfold (même si le groupe ne le considère pas vraiment comme un album).
Il s'agit d'un album live comportant un CD et un DVD de leur live au Taste of Chaos. L'album est sorti le 15 septembre 2008 en France.
La liste des titres du CD contient les morceaux non retenus pour leur album de 2007 ainsi que des reprises et des versions alternatives de certain morceaux

## Liste des titres
| 1.  | Demons                                             | 6:16 |
| 2.  | Girl I Know                                        | 4:26 |
| 3.  | Crossroads                                         | 4:33 |
| 4.  | Flash Of the Blade (Originellement de Iron Maiden) | 4:05 |
| 5.  | Until the End                                      | 4:46 |
| 6.  | Tension                                            | 4:51 |
| 7.  | Walk (Originellement de Pantera)                   | 5:24 |
| 8.  | The Fight                                          | 4:09 |
| 9.  | Dancing Dead                                       | 5:54 |
| 10. | Almost Easy (CLA Mix)                              | 3:57 |
| 11. | Afterlife (Version Alternative)                    | 5:55 |

| 1.  | Critical Acclaim                 |  |
| 2.  | Second Heartbeat (écourtée)      |  |
| 3.  | Afterlife                        |  |
| 4.  | Beast and the Harlot             |  |
| 5.  | Scream                           |  |
| 6.  | Seize the Day                    |  |
| 7.  | Walk (Originellement de Pantera) |  |
| 8.  | Bat Country                      |  |
| 9.  | Almost Easy                      |  |
| 10. | Gunslinger                       |  |
| 11. | Unholy Confessions               |  |
| 12. | A Little Piece of Heaven         |  |

Formation
- M. Shadows or Matt Davies: Chant
- Synyster Gates or Darran Smith : Guitariste soliste, Backvocals
- Zacky Vengeance or Kris Coombs-Roberts : Guitariste rythmique, Backvocals
- The Rev  or Ryan Richards: Batterie, Backvocals
- Johnny Christ  or Gareth Davies: Basse, Backvocals